# Etca
ETCA (acronyme de « Études Techniques et Constructions Aérospatiales ») est un raccourci pour nommer la filiale de Thales Alenia Space localisée à Charleroi (Belgique). Le nom complet de la société est Thales Alenia Space ETCA.

## Historique
La société a été créée en 1963 comme filiale commune des ACEC (Ateliers de Constructions Electriques de Charleroi) et de General Dynamics par Maurice Désirant, Directeur des ACEC et Jean-Pierre Bolland.
En 1989, elle a rejoint la division spatiale du groupe Alcatel.
En 2007, la division spatiale d'Alcatel a été intégrée à Thales Alenia Space.
Depuis les années 1970, l'ETCA fournit des bancs de tests à Arianespace. La société participe aux programmes Ariane 4 et 5 en fournissant des modules électroniques. En juin 2009, l'ETCA et Astrium ont signé un contrat pour la fourniture de 50 % de l'équipement électronique des fusées Arianes entre 2011 et 2015.